# Muqi
För andra betydelser, se Muqi (olika betydelser).

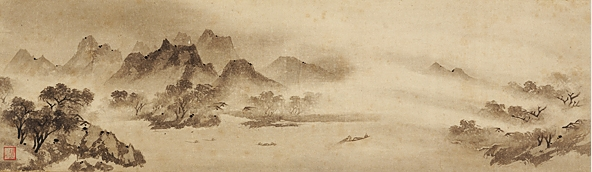
Fiskeläge i kvällsljus
Tusch på papper
Ur: Åtta vyer över Xiaoxiang, Muqi (1200-tal)

Muqi (kinesiska: 牧谿; japanska: 牧谿, Mukkei), även kallad Muqi Fachang, född omkring 1200, troligen i Shu, motsvarande dagens Sichuan, och död efter 1279, var en kinesisk, chanbuddhistisk (zen) munk och konstnär. Han var en av de främsta inom det chan-/zenbuddistiska tuschmåleri som senare framför allt fortsatte i Japan.
"Muqi" var hans konstnärsnamn (hao) och "Fachang" hans buddhistiska namn.

## Bakgrund

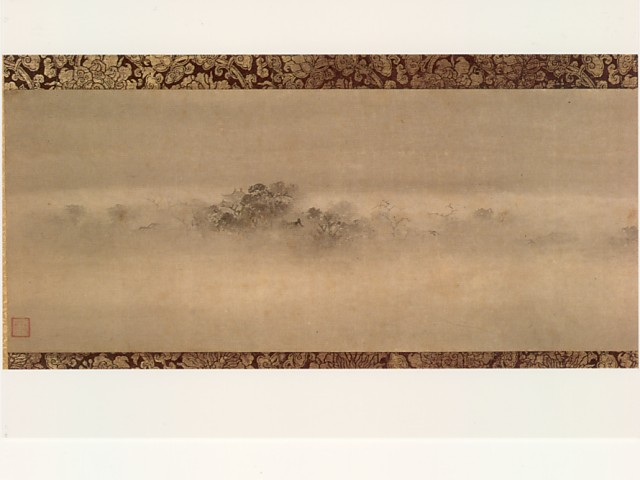
Kvällsklocka från dimhöljt tempel
Tusch på papper
Ur: Åtta vyer över Xiaoxiang, Muqi (1200-tal)

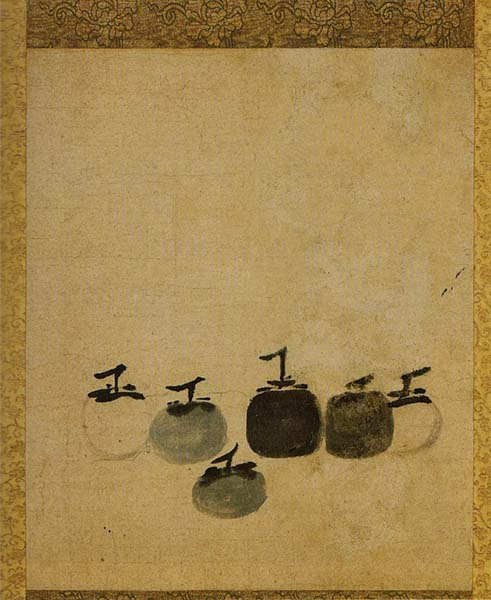
Sex persimonfrukter
Tusch på papper
Muqi (1200-tal)

Chanbuddhistiskt tuschmåleri är känt sedan Tangdynastin (618–907) och det följande 900-talet, med namn som Wang Wei, Wang Mo, Guanxiu och Shi Ke. Under Södra Songdynastin (1127–1279) fick det ny fart, inte minst med Liang Kai (ca 1140–ca 1210), som hade lämnat huvudstaden Hangzhou för ett närliggande kloster och utvecklat ett tuschmåleri starkt kopplat till chanfilosofin. Mot slutet av Södra Song var det allt fler lärda som lämnade huvudstadens politiska oroligheter och sökte sig till de omgivande chanklostren. Under detta fick den chanbuddhistiska konsten en god tillväxt. 
Muqi (Fachang), som hade funnit sig tvungen att fly huvudstaden, verkade ett tag vid Jingshanklostret innan han lär ha grundat klostret Liutongsi, eller Liutong, vid Xihu. Han var, likt Liang, en redan skicklig målare i traditionell stil, som nu även utforskade ett tydligare chanbuddhistiskt måleri, och han blev en av de främsta inom denna utveckling.

## Stil och reception
Muqis tuschmåleri uppvisade stundtals en radikal reducering av motivet till det allra mest väsentliga, och hellre än en tvungen noggrannhet föredrogs det spontana skapandet. Målandet var även en del i utövandet av chanbuddhismen.
Denna radikalt chanbuddhistiska konst hade dock inte många anhängare i det mer konfucianskt präglade Kina; i allmänhet sågs den som för grov, utan teknisk finess, den avvek för mycket från de erkända mästarnas stil och den saknade ofta motiv ur litteraturen.
I Japan, där zenbuddhismen var i tilltagande, rönte verken desto större uppskattning, och det redan under Muqis livstid. Inte minst Muqis målningar av "Åtta vyer över Xiaoxiang" var stilbildande. I första hand var det zenbuddhistiska munkar som anammade metoden, men den kom under den senare Ashikaga/Muromachi-perioden (1338–1573) att, tillsammans med spridningen av zen, få en bredare påverkan på det japanska tuschmåleriet. Idag är det i stort sett bara i Japan man kan hitta verk av Muqi, eller Mukkei som han heter där, liksom verk av Liang Kai.

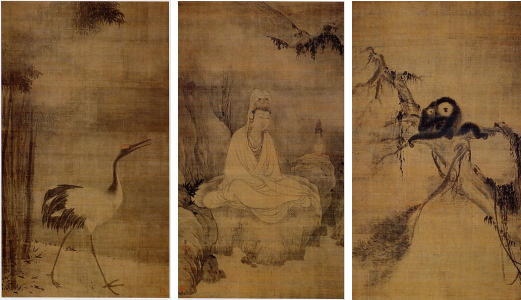
Guanyin, apor och trana
Triptyk. Tusch och färg på siden.
Muqi (1200-tal)